# Termitter
 For alternative betydninger, se Termit.
Termitter er en gruppe af sociale insekter, der hører under ordenen Isoptera.
Termitter lever mest af dødt plantemateriale i form af træ, blade og jord.
Omkring 10% af termitarterne er skadedyr med stor økonomisk betydning.
De kan forårsage alvorlig strukturel skade på bygninger og forringe udbyttet af afgrøder og plantager.
Termitter er saprofager, især i subtropiske og tropiske områder, og deres genbrug af træ og andet plantemateriale har en stor økologisk betydning.

## Etymologi
Ordet termit kommer af latin termes 'pæleorm', gen. termitis, omdannet af ældre tarmes, efter verb. terere 'rive i stykker'.
Nyere DNA studier har påvist at termitternes nærmeste slægtninge er en art af træspisende kakerlakker.
Derfor har det været foreslået at de bliver omklassificeret som en familie (Termitidae) i Kakerlakordenen (Blattodea).
 Der er for få eller ingen kildehenvisninger i denne artikel, hvilket er et problem. Du kan hjælpe ved at angive troværdige kilder til de påstande, som fremføres i artiklen.

| bille | Spire Denne artikel om insekter er en spire som bør udbygges. Du er velkommen til at hjælpe Wikipedia ved at udvide den. |